# Gjutan
Gjutan (finska: Ojanko) är en stadsdel i Vanda stad i landskapet Nyland. 
Gjutan ligger i östra Vanda vid gränsen till Sibbo kommun vid hörnet som bildas av Borgåleden och Ring III. Grannstadsdelar i Vanda är Håkansböle, Fagersta, Sottungsby och Västersundom. Det finns ingen service i stadsdelen och antalet invånare är obetydligt. Största delen av området hör till Gjutans friluftsområde. Håkansböle gård ligger på Gjutans sida av stadsdelsgränsen mellan Gjutan och Håkansböle. 